# Canton d'Arbois
Le canton d'Arbois est une circonscription électorale française située dans le département du Jura et la région Bourgogne-Franche-Comté.

## Histoire
Par décret du 17 février 2014, le nombre de cantons du département est divisé par deux, avec mise en application aux élections départementales de mars 2015. Le canton d'Arbois est conservé et s'agrandit. Il passe de 14 à 36 communes.

## Représentation

### Conseillers d'arrondissement de 1833 à 1940
Le canton d'Arbois appartenait à l'arrondissement de Poligny jusqu'à sa disparition en 1926.
| Période                                  | Période      | Identité                             | Étiquette                    | Qualité |
| ---------------------------------------- | ------------ | ------------------------------------ | ---------------------------- | --- |
| 1833                                     | 1842         | M. Bouvenot                          |                              | Avocat, propriétaire à Arbois                                                                               |
| 1842                                     | 1845         | Denis Alexis Eusèbe Calamard         |                              | Président du Tribunal civil d'Arbois                                                                        |
| 1845                                     | 1848         | M. Parreau                           |                              | Avocat, maire d'Arbois                                                                                      |
|                                          |              |                                      |                              | |
|                                          | 1887 (décès) | Charles Eugène Pointelin (1858-1887) |                              | Avocat à Arbois                                                                                             |
| av.1892                                  | 1896         | François Ernest Victor Martin        |                              | Viticulteur, maire de Pupillin                                                                              |
|                                          |              |                                      |                              | |
| 1919                                     | 1928         | Joseph Fournier                      | Rad.                         | Adjoint au maire d'Arbois, Président du syndicat des vignerons                                              |
| 1928                                     | 1934         | Flavien Bouilleret                   | Union nationale républicaine | Cultivateur, maire de Pupillin                                                                              |
| 1934                                     | 1940         | M. Chazerand                         | URD                          | |
| 1940                                     |              |                                      |                              | Les conseils d'arrondissement ont été suspendus par la loi du 12 octobre 1940 et n'ont jamais été réactivés |
| Les données manquantes sont à compléter. |              |                                      |                              | |

### Conseillers généraux de 1833 à 2015
| Période | Période          | Identité                            | Étiquette                  | Qualité                                                                               |
| ------- | ---------------- | ----------------------------------- | -------------------------- | ------------------------------------------------------------------------------------- |
| 1833    | 1845 (démission) | Baron Jacques Antoine Adrien Delort |                            | Lieutenant-Général Aide-de-camp honoraire du Roi Pair de France Propriétaire à Arbois |
| 1845    | 1848             | Denis Alexis Eusèbe Calamard        |                            | Président du Tribunal civil d'Arbois, conseiller d'arrondissement                     |
| 1848    | 1854             | Louis François Étienne Bergeret     |                            | Docteur-médecin à Arbois et à Montigny-les-Arsures Adjoint au maire d'Arbois          |
| 1854    | 1870             | Auguste Napoléon Parandier          |                            | Inspecteur général des Ponts de Chaussées du Doubs Ancien député du Doubs (1845-1848) |
| 1870    | 1875 (démission) | Louis François Étienne Bergeret     |                            | Docteur-médecin à Arbois et à Montigny-les-Arsures Adjoint au maire d'Arbois          |
| 1875    | 1883             | Eugène Maubert                      | Républicain                | Avocat, receveur particulier des finances à Semur (Côte-d'Or)                         |
| 1883    | 1889             | François Augustin Lefort            | Républicain                | Maire d'Arbois                                                                        |
| 1889    | 1907             | Emile-Sylvain Boilley               | Rad.                       | Propriétaire, maire d'Arbois                                                          |
| 1907    | 1925             | Antoine Lascoux                     | URD                        | Ingénieur agronome - Maire de Saint-Cyr                                               |
| 1925    | 1940             | Emile Graby                         | Rad.                       | Industriel, maire d'Arbois                                                            |
|         |                  |                                     |                            |                                                                                       |
| 1943    | 1945             | Marcel Bouilleret                   |                            | Cultivateur, maire de Pupillin Nommé conseiller départemental en 1943                 |
|         |                  |                                     |                            |                                                                                       |
| 1945    | 1965 (décès)     | Marcel Poux                         | DVD puis RPF puis UNR      | Négociant - Maire d'Arbois                                                            |
| 1966    | 1967             | Emile Nevers (1903-1986)            | DVD                        | Viticulteur à Arbois                                                                  |
| 1967    | 1979             | Pierre Millet                       | CD puis CDP puis Centriste | Médecin à Arbois                                                                      |
| 1979    | 1985             | Constant Chauvin (1927-2021)        | PS                         | Maire d'Arbois (1971-1977, 1983-1989)                                                 |
| 1985    | 1989 (décès)     | Pierre Lagnien (1917-1989)          | DVD                        | Exploitant forestier à Arbois                                                         |
| 1989    | 2004             | Gabriel Marmier                     | UDF                        | Médecin généraliste Maire-adjoint d'Arbois                                            |
| 2004    | 2015             | Norbert Maire                       | PS                         | Cadre, conseiller municipal d'Arbois Vice-président du Conseil général                |

### Conseillers départementaux depuis 2015
| Période élective | Période élective | Mandat | Mandat   | Identité                | Nuance | Nuance | Qualité |
| ---------------- | ---------------- | ------ | -------- | ----------------------- | ------ | ------ | --- |
| 2015             | 2021             | 2015   | 2021     | Marie-Christine Chauvin |        | LR     | Responsable hôtelier, ancienne maire de Chaux-Champagny Sénatrice depuis 2017                                      |
| 2015             | 2021             | 2015   | 2021     | René Molin              |        | DVD    | Chef d'entreprise retraité, adjoint au Maire d'Arbois jusqu'en 2020, conseiller municipal (opposition) depuis 2020 |
| 2021             | 2028             | 2021   | en cours | Marie-Christine Chauvin |        | LR     | Conseillère sortante                                                                                               |
| 2021             | 2028             | 2021   | en cours | René Molin              |        | DVD    | Conseiller sortant                                                                                                 |

### Résultats détaillés

#### Élections de mars 2015
À l'issue du 1er tour des élections départementales de 2015, trois binômes sont en ballottage : Marie-Christine Chauvin et René Molin (Union de la Droite, 43,91 %), Norbert Maire et Claudine Roueff (Union de la Gauche, 33,42 %) et Emmanuel Barraux et Johanna Gerriet (FN, 22,67 %). Le taux de participation est de 61,18 % (5 572 votants sur 9 108 inscrits) contre 56,35 % au niveau départemental et 50,17 % au niveau national.
Au second tour, Marie-Christine Chauvin et René Molin (Union de la Droite) sont élus avec 47,22 % des suffrages exprimés et un taux de participation de 62,75 % (2 604 voix pour 5 715 votants et 9 108 inscrits).

#### Élections de juin 2021
Le premier tour des élections départementales de 2021 est marqué par un très faible taux de participation (33,26 % au niveau national). Dans le canton d'Arbois, ce taux de participation est de 42,25 % (3 745 votants sur 8 863 inscrits) contre 35,65 % au niveau départemental. À l'issue de ce premier tour, deux binômes sont en ballottage : Marie-Christine Chauvin et René Molin (Union à droite, 57,11 %) et Jean-Baptiste Baud et Carole Hostin-Bonnot (DVG, 42,89 %).
Le second tour des élections est marqué une nouvelle fois par une abstention massive équivalente au premier tour. Les taux de participation sont de 34,36 % au niveau national, 37,47 % dans le département et 45,14 % dans le canton d'Arbois. Marie-Christine Chauvin et René Molin (Union à droite) sont élus avec 53,24 % des suffrages exprimés (2 007 voix pour 4 002 votants et 8 865 inscrits),,.

## Composition

### Composition avant 2015

Situation du canton d'Arbois dans le département du Jura avant 2015.

Le canton était composé de quatorze communes.
| Nom                      | Code Insee | Codepostal | Superficie (km2) | Population (dernière pop. légale) | Densité (hab./km2) |
| ------------------------ | ---------- | ---------- | ---------------- | --------------------------------- | ------------------ |
| Arbois (chef-lieu)       | 39013      | 39600      | 45,42            | 3 537 (2012)                      | 78                 |
| Abergement-le-Grand      | 39002      | 39600      | 4,22             | 58 (2012)                         | 14                 |
| Les Arsures              | 39019      | 39600      | 4,44             | 240 (2012)                        | 54                 |
| La Châtelaine            | 39116      | 39600      | 13,17            | 129 (2012)                        | 9,8                |
| La Ferté                 | 39223      | 39600      | 11,75            | 193 (2012)                        | 16                 |
| Mathenay                 | 39319      | 39600      | 3,54             | 140 (2012)                        | 40                 |
| Mesnay                   | 39325      | 39600      | 8,32             | 556 (2012)                        | 67                 |
| Molamboz                 | 39337      | 39600      | 7,06             | 78 (2012)                         | 11                 |
| Montigny-lès-Arsures     | 39355      | 39600      | 10,63            | 272 (2012)                        | 26                 |
| Les Planches-près-Arbois | 39425      | 39600      | 1,39             | 101 (2012)                        | 73                 |
| Pupillin                 | 39446      | 39600      | 6,61             | 247 (2012)                        | 37                 |
| Saint-Cyr-Montmalin      | 39479      | 39600      | 10,21            | 229 (2012)                        | 22                 |
| Villette-lès-Arbois      | 39572      | 39600      | 5,45             | 386 (2012)                        | 71                 |
| Vadans                   | 39539      | 39600      | 11,25            | 256 (2012)                        | 23                 |

### Composition depuis 2015
Depuis le redécoupage cantonal de 2014, le canton d'Arbois est composé des trente-six communes entières.
| Nom                            | Code Insee | Intercommunalité                          | Superficie (km2) | Population (dernière pop. légale) | Densité (hab./km2) | Modifier                                    |
| ------------------------------ | ---------- | ----------------------------------------- | ---------------- | --------------------------------- | ------------------ | ------------------------------------------- |
| Arbois (bureau centralisateur) | 39013      | CC Arbois, Poligny, Salins, Cœur du Jura  | 45,42            | 3 146 (2022)                      | 69                 | modifier les données · modifier les données |
| Abergement-le-Grand            | 39002      | CC Arbois, Poligny, Salins – Cœur du Jura | 4,22             | 61 (2022)                         | 14                 | modifier les données · modifier les données |
| Abergement-lès-Thésy           | 39004      | CC Arbois, Poligny, Salins – Cœur du Jura | 4,63             | 50 (2022)                         | 11                 | modifier les données · modifier les données |
| Aiglepierre                    | 39006      | CC Arbois, Poligny, Salins – Cœur du Jura | 6,97             | 424 (2022)                        | 61                 | modifier les données · modifier les données |
| Aresches                       | 39586      | CC Arbois, Poligny, Salins – Cœur du Jura | 4,76             | 27 (2022)                         | 5,7                | modifier les données · modifier les données |
| Les Arsures                    | 39019      | CC Arbois, Poligny, Salins – Cœur du Jura | 4,44             | 219 (2022)                        | 49                 | modifier les données · modifier les données |
| Bracon                         | 39072      | CC Arbois, Poligny, Salins – Cœur du Jura | 6,29             | 355 (2022)                        | 56                 | modifier les données · modifier les données |
| Cernans                        | 39084      | CC Arbois, Poligny, Salins – Cœur du Jura | 5,51             | 142 (2022)                        | 26                 | modifier les données · modifier les données |
| La Chapelle-sur-Furieuse       | 39103      | CC Arbois, Poligny, Salins – Cœur du Jura | 9,03             | 299 (2022)                        | 33                 | modifier les données · modifier les données |
| La Châtelaine                  | 39116      | CC Arbois, Poligny, Salins – Cœur du Jura | 13,17            | 153 (2022)                        | 12                 | modifier les données · modifier les données |
| Chaux-Champagny                | 39133      | CC Arbois, Poligny, Salins – Cœur du Jura | 7,33             | 73 (2022)                         | 10,0               | modifier les données · modifier les données |
| Chilly-sur-Salins              | 39147      | CC Arbois, Poligny, Salins – Cœur du Jura | 11,94            | 95 (2022)                         | 8,0                | modifier les données · modifier les données |
| Clucy                          | 39155      | CC Arbois, Poligny, Salins – Cœur du Jura | 5,13             | 70 (2022)                         | 14                 | modifier les données · modifier les données |
| Dournon                        | 39202      | CC Arbois, Poligny, Salins – Cœur du Jura | 6,55             | 140 (2022)                        | 21                 | modifier les données · modifier les données |
| La Ferté                       | 39223      | CC Arbois, Poligny, Salins – Cœur du Jura | 11,75            | 187 (2022)                        | 16                 | modifier les données · modifier les données |
| Geraise                        | 39248      | CC Arbois, Poligny, Salins – Cœur du Jura | 6,04             | 43 (2022)                         | 7,1                | modifier les données · modifier les données |
| Ivory                          | 39267      | CC Arbois, Poligny, Salins – Cœur du Jura | 9,13             | 87 (2022)                         | 9,5                | modifier les données · modifier les données |
| Ivrey                          | 39268      | CC Arbois, Poligny, Salins – Cœur du Jura | 6,67             | 62 (2022)                         | 9,3                | modifier les données · modifier les données |
| Lemuy                          | 39291      | CC Arbois, Poligny, Salins – Cœur du Jura | 21,33            | 239 (2022)                        | 11                 | modifier les données · modifier les données |
| Marnoz                         | 39315      | CC Arbois, Poligny, Salins – Cœur du Jura | 4,87             | 379 (2022)                        | 78                 | modifier les données · modifier les données |
| Mathenay                       | 39319      | CC Arbois, Poligny, Salins – Cœur du Jura | 3,54             | 145 (2022)                        | 41                 | modifier les données · modifier les données |
| Mesnay                         | 39325      | CC Arbois, Poligny, Salins – Cœur du Jura | 8,32             | 577 (2022)                        | 69                 | modifier les données · modifier les données |
| Molamboz                       | 39337      | CC Arbois, Poligny, Salins – Cœur du Jura | 7,06             | 88 (2022)                         | 12                 | modifier les données · modifier les données |
| Montigny-lès-Arsures           | 39355      | CC Arbois, Poligny, Salins – Cœur du Jura | 10,63            | 234 (2022)                        | 22                 | modifier les données · modifier les données |
| Montmarlon                     | 39359      | CC Arbois, Poligny, Salins – Cœur du Jura | 3,28             | 33 (2022)                         | 10                 | modifier les données · modifier les données |
| Les Planches-près-Arbois       | 39425      | CC Arbois, Poligny, Salins – Cœur du Jura | 1,39             | 86 (2022)                         | 62                 | modifier les données · modifier les données |
| Pont-d'Héry                    | 39436      | CC Arbois, Poligny, Salins, Cœur du Jura  | 13,54            | 243 (2022)                        | 18                 | modifier les données · modifier les données |
| Pretin                         | 39444      | CC Arbois, Poligny, Salins – Cœur du Jura | 5,44             | 52 (2022)                         | 9,6                | modifier les données · modifier les données |
| Pupillin                       | 39446      | CC Arbois, Poligny, Salins – Cœur du Jura | 6,61             | 245 (2022)                        | 37                 | modifier les données · modifier les données |
| Saint-Cyr-Montmalin            | 39479      | CC Arbois, Poligny, Salins – Cœur du Jura | 10,21            | 246 (2022)                        | 24                 | modifier les données · modifier les données |
| Saint-Thiébaud                 | 39495      | CC Arbois, Poligny, Salins – Cœur du Jura | 7,94             | 73 (2022)                         | 9,2                | modifier les données · modifier les données |
| Saizenay                       | 39497      | CC Arbois, Poligny, Salins – Cœur du Jura | 4,88             | 99 (2022)                         | 20                 | modifier les données · modifier les données |
| Salins-les-Bains               | 39500      | CC Arbois, Poligny, Salins, Cœur du Jura  | 24,68            | 2 430 (2022)                      | 98                 | modifier les données · modifier les données |
| Thésy                          | 39529      | CC Arbois, Poligny, Salins – Cœur du Jura | 4,92             | 64 (2022)                         | 13                 | modifier les données · modifier les données |
| Vadans                         | 39539      | CC Arbois, Poligny, Salins – Cœur du Jura | 11,25            | 307 (2022)                        | 27                 | modifier les données · modifier les données |
| Villette-lès-Arbois            | 39572      | CC Arbois, Poligny, Salins – Cœur du Jura | 5,45             | 365 (2022)                        | 67                 | modifier les données · modifier les données |
| Canton d'Arbois                | 3901       |                                           | 324,32           | 11 538 (2022)                     | 36                 | modifier les données                        |

## Démographie

### Démographie avant 2015
| 1962  | 1968  | 1975  | 1982  | 1990  | 1999  | 2006  | 2011  | 2012  |
| ----- | ----- | ----- | ----- | ----- | ----- | ----- | ----- | ----- |
| 6 534 | 6 586 | 6 337 | 6 420 | 6 402 | 6 327 | 6 307 | 6 429 | 6 422 |

### Démographie depuis 2015
En 2022, le canton comptait 11 538 habitants, en évolution de −3,59 % par rapport à 2016 (Jura : −0,81 %, France hors Mayotte : +2,11 %).
| 2013   | 2018   | 2022   |
| ------ | ------ | ------ |
| 12 286 | 11 838 | 11 538 |